# Club de Fútbol Reynosa
El Club de Fútbol Orgullo Reynosa, conocido como CF Reynosa fue un equipo de fútbol de Reynosa, Tamaulipas que estuvo en la Serie A de la Segunda División de México.

## Historia
La ciudad de Reynosa ha tenido varios equipos de fútbol representativos de la localidad en el fútbol mexicano, como lo fueron los clubes Tigres "B", Zorros, Vaqueros, Topos, Reynosa F.C. y posteriormente el Atlético Reynosa, que se había convertido en el equipo más exitoso de la localidad.  
En julio de 2021 la ciudad de Reynosa perdió a su equipo de fútbol profesional tras la desaparición del Atlético Reynosa como consecuencia de la pérdida de patrocinios derivados del rechazo recibido por el club para participar en la temporada inaugural de la Liga de Expansión MX. Por lo que surgieron algunas iniciativas y proyectos para regresar el balompié profesional a la ciudad, en concreto fueron dos clubes inscritos en la Tercera División: Guerreros Reynosa y Mineros Reynosa, aunque ninguno de esos clubes consiguió atraer la cantidad de público que se acercaba a los partidos de los equipos locales en la Segunda División, por lo que algunos empresarios locales comenzaron gestiones para devolver a la ciudad fronteriza a ese plano del balompié nacional. 
En mayo de 2023 el equipo Alebrijes UABJO, segunda escuadra de Alebrijes de Oaxaca, ganó el título de campeón de campeones de la Serie B de México y el consecuente derecho a participar en la Serie A, sin embargo, debido a que se trataba de un equipo filial, la directiva del club buscó vender esa franquicia ante la imposibilidad de mantener dos equipos profesionales, la directiva oaxaqueña recibió ofertas de varios empresarios interesados. La empresa privada DaVinci Sports Group, especializada en inversiones deportivas, fue la propietaria del club, a la par de su participación en el Club de Fútbol Lorca Deportiva en España. 
El 13 de junio de 2023 se anunció la creación del nuevo equipo denominado Club de Fútbol Reynosa, además de los primeros jugadores y cuerpo técnico del club procedentes del equipo Alebrijes UABJO, el cual se convirtió en la base para la conformación de la plantilla de la nueva escuadra de Reynosa. Se nombra como Presidente Ejecutivo del club a Fabián Ramírez y a Juan Carlos Román como Director Deportivo.  
El 30 de junio de 2023 el C. F. Reynosa fue aceptado oficialmente en la Segunda División de México, siendo colocado en el Grupo 1 de la Serie A de México, sin embargo, por cuestiones administrativas el equipo recibió el nombre oficial de Club de Fútbol Orgullo Reynosa.
El Club Reynosa debutó de manera oficial el 11 de agosto de 2023, en su primer partido el equipo fue derrotado por el Tecos F. C. con un marcador de dos goles a uno, el delantero Kevin Loera marcó el primer gol en la historia del equipo de Reynosa.En su primera temporada el equipo logró llegar a la Liguilla de la Liga Premier Serie A 2023-2024. Sin embargo, fueron eliminados en la ronda de reclasificación por los Gavilanes de Matamoros con un marcador global de 2-1.
Para la temporada 2024-25 el equipo pausó su participación en la Liga Premier debido a la falta de patrocinadores que pudieran ayudar a solventar los gastos para la operación del club en esta competición.

## Estadio
El Club de Fútbol Reynosa disputaba sus partidos como local en el Estadio Reynosa, localizado en la Unidad Deportiva Solidaridad de Reynosa, el cual cuenta con una capacidad para albergar a 15,000 espectadores, fue inaugurado el 27 de septiembre de 2013.

## Temporadas
| Temporada | División          | Posición                      |
| --------- | ----------------- | ----------------------------- |
| 2023/2024 | 3.Segunda Serie A | 9.º Grupo I (Reclasificación) |